# Jaime Hamilton, Duque de Châtellerault
Jaime Hamilton, Duque de Châtellerault e 2.º Conde de Arran (em inglês: James Hamilton; c. 1516 — 22 de janeiro de 1575), foi um nobre escocês e regente de Maria da Escócia.

## Biografia
Hamilton era o filho legítimo mais velho de Jaime Hamilton, 1.º Conde de Arran.
Por intermédio de sua avó paterna  Maria Stewart, Hamilton era bisneto de Jaime II da Escócia. Com a morte de John Stuart, Duque de Albany, em 1536, Arran tornou-se o próximo herdeiro do Reino da Escócia, depois da família imediata do rei.

## Regente da Escócia
As crianças da família real provaram durar poucos anos de vida, por isso, por ocasião da morte de Jaime V da Escócia em 1542 o conde de Arran passou a ser o próximo na linha sucessória do trono escocês depois da filha recém-nascida do rei de apenas seis dias de vida,  Maria da Escócia, para quem  foi nomeado regente. Em 1543, os partidários de Mateus Stuart, 4 º Conde de Lennox, contestaram a afirmação e a legitimação de Arran, sugerindo que o divórcio de seu pai e o segundo casamento eram inválidos.
Inicialmente um protestante e membro do partido pró-ingleses em 1543, Hamilton esteve envolvido nas negociações do casamento da rainha da Escócia com o infante Príncipe de Gales (o futuro Eduardo VI da Inglaterra). O cardeal Beaton, que era favorável à Auld Alliance, foi aprisionado no Palácio de Dalkeith e depois no Castelo Blackness. Henrique VIII da Inglaterra duvidava do compromisso de Arran para com a política inglesa e queria vê-lo deposto. Em 18 de março de 1543, Sir George Douglas de Pittendreich, irmão do Conde de Angus, contou para o embaixador inglês, Ralph Sadler, que este não era o momento ideal para qualquer tentativa de trazer o governo do reino da Escócia para junto da influência direta do rei da Inglaterra, que o povo, os nobres e todos os clérigos estariam totalmente contra isso.
Em 3 de setembro de 1543, houve pânico em Edimburgo, quando se soube que Arran discretamente deixou a cidade. Apesar de ele ter dito que estaria visitando sua esposa grávida no Castelo Blackness, o partido pró-ingleses achou que ele tentaria se encontrar com o cardeal Beaton. O regente e o cardeal haviam se reconciliado em Callendar House. Pouco depois, Arran tornou-se católico e aderiu à  facção pró-franceses, consentindo o casamento da Rainha com o Delfim francês, mais tarde Francisco II da França, e recebeu em troca, o Ducado do Châtellerault.  Isto levou a uma guerra de sete anos com a Inglaterra, atualmente chamada de Rough Wooing, que foi declarada em 20 de dezembro de 1543. A declaração de guerra foi levada por Henry Ray e entregue ao Parlamento da Escócia. Arran respondeu que o parlamento estava dissolvido, e que ele não responderia a Henrique VIII os pontos levantados na época. Em 1548, Maria da Escócia foi viver na corte francesa. Por seu empenho nas negociações de seu casamento, Hamilton recebeu o título de Duque de Châtellerault, e feito cavaleiro da Ordem de São Miguel.

## O duque e a Reforma
Em 1554, Arran entregou a regência para Maria de Guise, mãe da rainha Maria. Hamilton desistiu do cargo com a condição de que ele seria o próximo na linha sucessória depois da Rainha, caso ela morresse sem deixar filhos. Mas a sucessão escocesa já tinha sido secretamente prometida para a França.
Nos primeiros meses da Reforma Escocesa, Hamilton continuou a apoiar Maria de Guise. Enfrentou um exército protestante com o comandante francês em Cupar Muir em junho de 1559. Em agosto de 1559, mudou de lado juntando-se ao grupo de nobres protestantes escoceses denominados Senhores da Congregação para se opor à regência de Maria de Guise, e como consequência disso, perdeu seu ducado francês. Após a morte de Guise, Hamilton convenceu o Parlamento da Escócia a fazer um plano para casar seu filho Jaime com Elizabeth I da Inglaterra, e, logo após a morte de Francisco II da França em 1560, tentou, sem sucesso, arranjar para Jaime o casamento com a jovem viúva, a rainha Maria.
Depois que Maria se casou com Lorde Darnley em 1565, Hamilton foi viver em sua propriedade na França. Em 1569, retornou para a Escócia e foi preso, até que, em 1573, concordou em reconhecer o filho de Maria, Jaime, como Rei da Escócia.

## Casamento e filhos

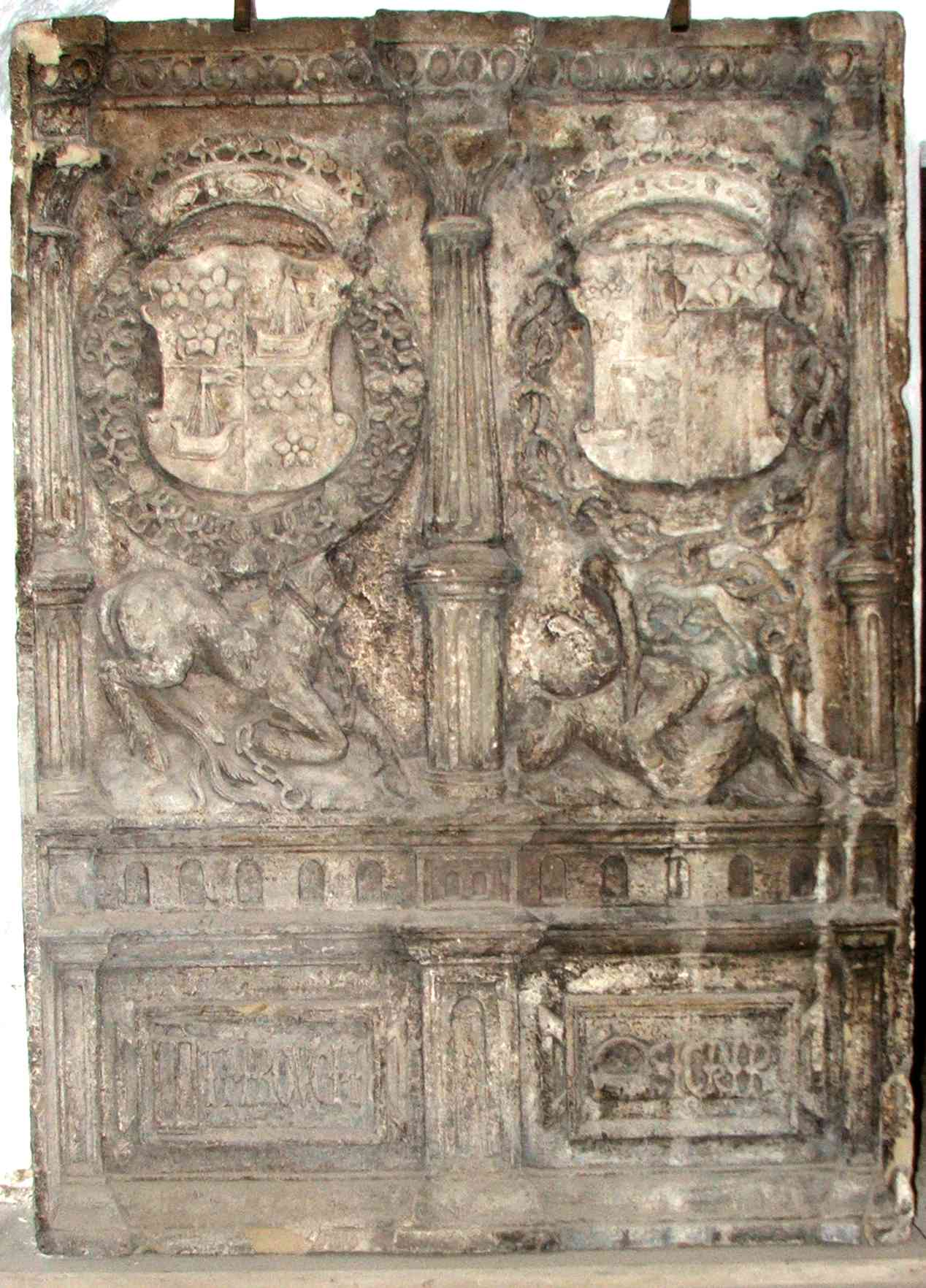
Brasão de Armas do Duque e de Margaret Hamilton, Kinneil House

Hamilton casou em 1532 com Margaret Douglas, filha de Jaime Douglas, 3.º Conde de Morton, e de Catherine Stewart, filha natural de Jaime IV. Seu meio-irmão mais velho, Jaime Hamilton de Finnart pagou a Morton 4 000 marcos, como parte do acordo de casamento. Eles tiveram os filhos:
- Jaime Hamilton, 3.º Conde de Arran
- Anne Hamilton – casou com George Gordon, 5.º Conde de Huntly
- Jean Hamilton – casou com Hugh Montgomerie,  3.º Conde de Eglinton
- Barbara Hamilton – casou pela primeira vez com Alexander Gordon, Lorde Gordon, depois com Jaime Fleming, 4.º Lorde Fleming
- John Hamilton, 1.º Marquês de Hamilton – casou com Margaret, filha de John Lyon, 7.º Lorde Glamis como seu segundo marido[8]
- Margaret Hamilton – casou com Sir Alexander Pethein (Peden)
- Gawain Hamilton – morto na infância
- Elizabeth – casou com George Hamilton
- David Hamilton – teve três filhos em 1575.[9]
- Claud Hamilton, 1.º Lorde Paisley – casou com Margaret, filha de George Seton, 7.º Lorde Seton

## Leituras adicionais
- Franklin, David Byrd (1995). The Scottish Regency of the Earl of Arran: A Study in the Failure of Anglo-Scottish Relations. Edwin Mellen Press.

| Jaime Hamilton, Duque de Châtellerault HamiltonNascimento: c. 1516 Morte: 22 de janeiro de 1575 |                                  |                                                |
| Pariato da Escócia                                                                              |                                  |                                                |
| Precedido por Jaime Hamilton                                                                    | Conde de Arran 1529–1548         | Sucedido por Jaime Hamilton                    |
| Nobreza da França                                                                               |                                  |                                                |
| VagoÚltimo detentor do título:Charles de Valois                                                 | Duque de Châtellerault 1548–1575 | VagoPróximo detentor do título:Diana da França |